# Chanfana
A chanfana é um prato de origem popular tradicional de Portugal. É um prato à base de carne de carneiro, assado dentro de caçoilas de barro preto em fornos a lenha, mergulhada em vinho tinto, alho, folhas de louro, pimenta, colorau e sal.
Este prato tradicional deve ser consumido sem congelar num prazo de três a cinco dias (se congelado por mais de quinze dias poderá perder o sabor e as forças da carne). 
Miranda do Corvo é chamada Capital da Chanfana, assim como Vila Nova de Poiares é chamada Capital Universal da Chanfana.
Existem dois pratos derivados da chanfana, a sopa de Casamento e o negalho.

## Etimologia
O Dicionário Houaiss da Língua Portuguesa e o Dicionário Etimológico Resumido (Rio de Janeiro, Instituto Nacional do Livro/Ministério da Educação e Cultura, 1966) dizem que o termo chanfana vem do espanhol chanfaina, registado em 1605 como "guisado de bofes preparado com cebola e outros condimentos", e que parece ser alteração de sanfoina (sanfona), com troca de sufixo. O filólogo brasileiro João Ribeiro, segundo os dois dicionários, teria proposto que o termo é originário do latim symphonĭa, ae, "concerto, acompanhamento musical". Outro filólogo, Corominas, concorda tanto com a origem espanhola do termo quanto com a relação com a música, já que não é raro se empregarem termos musicais para designar guisados, pratos preparados com vários ingredientes.»

## História do prato
Existem explicações para o aparecimento da chanfana. Nenhuma é totalmente aceite, pois são histórias populares que carecem de fundamento histórico.
No entanto, registos históricos apontam para o aparecimento da chanfana em Portugal, aquando das Invasões Francesas no início do século XIX, na região centro, mais propriamente nos distritos de Viseu e Coimbra.
Uma das versões é a de que o prato foi inventado pelas monjas do Mosteiro de Semide que, para evitar que os franceses lhes roubassem os rebanhos, mataram os animais e os cozinharam. Como os franceses tinham envenenado as águas, as monjas utilizaram vinho para a sua confecção.
Outra versão é a que liga as freiras desse mesmo mosteiro às invasões napoleónicas. Os soldados teriam confiscado todos os animais para alimentação, sobrando somente os velhos, considerados imprestáveis para alimentação, e teriam cozido as partes de cabras e bodes velhos em vinho.
A chanfana é referenciada em escritos desde o século XVII (Miguel de Cervantes, Bocage, Nicolau Tolentino, Miguel Torga, entre outros), que referem a esta iguaria como um prato de subaproveitamento, que teria aparecido do povo. Os que tinham menos poder económico aproveitavam tudo o que poderia originar uma boa refeição, tudo que tinham em casa: a cabra – que já não dava leite nem cabritos; o vinho – da própria adega; o louro; o alho; o azeite e o toucinho do porco.

## Disputa
O concelho de Miranda do Corvo é conhecido por ser a Capital da Chanfana, que terá nascido em Semide. Em 2005 este concelho registou a marca Capital da Chanfana. Com o objectivo de promover e salvaguardar os pratos confeccionados à base de carne de cabra, foi criada em 2003 em Miranda do Corvo, a Real Confraria da Cabra Velha.
Vila Nova de Poiares constituiu a Confraria da Chanfana e possui o registo da marca Vila Nova de Poiares, Capital Universal da Chanfana. A Confraria da Chanfana de Vila Nova de Poiares surgiu em 2001. É uma Associação Cultural sem fins lucrativos, que tem como fim específico o levantamento, defesa e divulgação do Património Gastronómico da Região das Beiras e em especial, da chanfana.

## Pratos derivados
Em Miranda do Corvo existem dois pratos únicos derivados da chanfana: a Sopa de Casamento e o Negalho. Apesar de a chanfana ser típica de vários concelhos da Beira Litoral, a Sopa de Casamento e o Negalho são unicamente confeccionados na zona do concelho de Miranda do Corvo. Resultam do aproveitamento dos restos de chanfana, no caso da Sopa de Casamento e das vísceras da cabra, no caso do Negalho.
São ingredientes do prato: carne de cabra, vinho tinto, banha de porco, colorau, louro, cabeças de alho, sal e piri-piri. Para preparar,coloca-se a carne de cabra num caçoilo de barro preto e tempera-se com os ingredientes. No final, rega-se com vinho tinto que deve ser de boa qualidade. Vai ao forno de lenha, cerca de quatro a cinco horas e deixa-se lá ficar até apurar muito bem.